# Retonfey
Retonfey är en kommun i departementet Moselle i regionen Grand Est (tidigare regionen Lorraine) i sydvästra Frankrike. Kommunen ligger i kantonen Pange som tillhör arrondissementet Metz-Campagne. År 2022 hade Retonfey 1 332 invånare.

## Befolkningsutveckling
Antalet invånare i kommunen Retonfey
| Referens: INSEE |